# 은평문화예술정보학교
은평문화예술정보학교는 서울특별시 은평구 응암동에 위치한 각종학교로 서울특별시 소재 일반고등학교 3학년 재학 중인 직업교육을 원하는 학생들을 선발하여 직업교육을 실시하는 학교이다. 서울연은초등학교가 있었던 부지를 활용, 개교하였다.

## 연혁
- 2013.12.26.  은평문화예술정보학교 설립인가
- 2014.03.01.  초대 홍민표 교장 취임
- 2014.03.04.  2014학년도 일반고 위탁교육생 입교(240명)
- 2014.12.09.  미용예술과 1반 학급증설 승인
- 2015.01.30.  제1회 일반고 위탁교육생 수료(206명)
- 2015.03.03.  2015학년도 일반고 위탁교육생 입교(262명)
- 2016.01.29.  제2회 일반고 위탁교육생 수료(201명)
- 2016.03.01.  제2대 임성빈 교장 취임
- 2016.03.03.  2016학년도 일반고 위탁교육생 입교(250명)
- 2016.10.10.  2017학년도 실내디자인에서 건축인테리어로 과명변경 승인
- 2017.01.25.  2016학년도 일반고 위탁교육생 수료(206명)
- 2017.03.03.  2017학년도 일반고 위탁교육생 입교(201명)
- 2017.04.10.  2018학년도 조리아트과에서 호텔조리과로 과명변경 승인
- 2021.03.01.  제3대 노현숙 교장 취임
- 2024.03.01. 개교 10주년

## 학과
- 게임프로그래밍
- 미디어크리에이터
- 건축인테리어
- 스포츠지도
- 반려동물케어& 카페
- 미용예술
- 호텔조리제빵